# Valerij Pavlovič Čkalov
Valerij Pavlovič Čkalov (in russo Валерий Павлович Чкалов?; Vasilëvo, 2 febbraio 1904 – 15 febbraio 1938) è stato un pioniere dell'aviazione sovietico.

## Biografia
Si è cimentato molteplici volte in varie figure acrobatiche da lui ideate, a bordo di aeroplani. Tra il 1936 e il 1937 ha partecipato a diversi voli di lunga durata, tra i quali ne spicca uno di 63 ore effettuato tra il 18 e il 20 giugno 1937, con partenza da Mosca e arrivo a Vancouver in Canada, durante il quale ha sorvolato il Polo nord a bordo di un Tupolev ANT-25, per una distanza totale di 8.811 km senza sosta.
Egli rimase ucciso in un incidente aereo, a bordo di un Polikarpov I-180, durante un test di volo, a causa di un guasto al motore del velivolo.
Dopo la sua scomparsa, il suo ricordo rimase nella memoria di molti sovietici. La sua città natale cambiò nome in Čkalovsk, mentre dal 1938 al 1957 la città di Orenburg assunse il nome di Čkalov; diverse città russe gli hanno inoltre dedicato una via; in aggiunta gli è stata dedicata una fermata della metropolitana di Mosca, di quella di San Pietroburgo e di quella di Nižnij Novgorod, tutte chiamate per l'appunto Čkalovskaja. Anche la città di Vancouver, meta del suo celebre volo, dagli anni settanta gli ha dedicato una via denominata Chkalov Drive. Inoltre, un bombardiere strategico Tupolev Tu-160 della VKS della Russia è stato intitolato a Čkalov.

## Onorificenze e memorie
| Eroe dell'Unione Sovietica |